# Il borgomastro di Saardam
Il borgomastro di Saardam è un melodramma giocoso in due atti di Gaetano Donizetti. La sua prima esecuzione venne data al Teatro Nuovo (Napoli) il 19 agosto 1827. La compagnia di canto della prima mondiale comprendeva la prima donna Caroline Unger, per la quale era stato composto il ruolo della protagonista. Ella ottenne un grande successo alla prima, circondata da un cast di primo ordine, che comprendeva il basso Carlo Casaccia. La partitura contiene molti rossinismi e Donizetti dimostra un approccio veramente geniale alla scrittura dell'opera. Il libretto, di Domenico Gilardoni, si basa sulla commedia del 1818 Le bourgmestre de Sardam, ou Les deux Pierres di Mélésville, Jean-Toussaint Merle e Eugène de Cantiran Boirie. Albert Lortzing utilizzò la stessa storia per la sua opera Zar und Zimmermann nel 1837.

## Personaggi e interpreti
| Ruolo                                                      | Voce           | Compagnia di canto della prima, 19 agosto 1827 (Direttore d'orchestra: Nicola Festa) |
| ---------------------------------------------------------- | -------------- | ------------------------------------------------------------------------------------ |
| Marietta                                                   | soprano        | Caroline Unger                                                                       |
| Pietro Flimann                                             | tenore         | Berardo Calvari Winter                                                               |
| Pietro Mikailoff, o Pietro il Grande                       | baritono       | Celestino Salvatori                                                                  |
| Wambett, il Borgomastro                                    | basso          | Carlo Casaccia                                                                       |
| Carlotta, figlia del Borgomastro                           | mezzosoprano   | Almerinda Manzocchi                                                                  |
| Timoteo                                                    | basso          | Raffaele Casaccia                                                                    |
| Leforte                                                    | basso          | Giovanni Pace                                                                        |
| Alì Mahmed                                                 | tenore leggero | Gaetano Chizzola                                                                     |
|                                                            |                |                                                                                      |
| Guardie, soldati olandesi, coro di carpentieri e contadini |                |                                                                                      |

## Trama
Luogo: Sardaam, Paesi Bassi
Epoca: Fine del XVII secolo

### Atto primo
Nell'officina navale di Sardaam, nei Paesi Bassi, Pietro il Grande - in viaggio in incognito per fare esperienze - finge di essere un falegname (col nome di Pietro Mikailoff). Tra gli operai c'è anche Pietro Flimann, anch'egli russo ma disertore, innamorato di Marietta, cui il Borgomastro Wambett fa da tutore. Giunge Leforte, generale e confidente dello zar (anch'egli in incognito), che annuncia l'arrivo al cantiere del Borgomastro. Flimann rivela a Mikailoff la sua condizione di disertore e il suo amore per la ragazza che giunge in quel momento insieme alle mogli dei carpentieri per portare il pranzo. Marietta rivela a Flimann il suo amore per lui. Giunge il Borgomastro in cerca di uno straniero di nome Pietro, ma sulle prime decide di lasciare andare i due russi; arriva quindi anche Carlotta, figlia di Wambett insieme ad uno straniero di nome Alì, in missione diplomatica, anche lui in cerca di un uomo di nome Pietro. In una taverna, i due Pietro (Mikailoff e Flimann) discutono d'amore quando entrano il Borgomastro ed Alì che alla fine pensano che lo Zar sia Flimann.

### Atto secondo
Ritenuto Zar, Flimann svela a Marietta l'equivoco. Intanto Leforte annuncia a Mikailoff l'urgenza di tornare in Russia per sedare una rivolta, usando una nave che presto sarà in rada. Wambett - che da tutore vorrebbe diventare marito di Marietta - inizia a corteggiarla nonostante i dinieghi di lei. Flimann è sconfortato quando, rientrati Leforte e Mikailoff, viene svelata, tra lo stupore generale, la vera identità dello Zar; questi perdona pubblicamente Flimann per la sua diserzione, lo nomina ammiraglio della sua flotta, titolo utile a sposare Marietta, e lo unisce in matrimonio con l'amata. Tutti, tranne Wambett, festeggiano, mentre Marietta si lancia in un canto di felicità riconoscente.

## Struttura musicale
- Sinfonia

### Atto I
- N. 1 - Introduzione e Cavatina di Marietta Forza, o braccio, ai destri colpi - Lungi da te, mio ben - fuggìa la calma (Coro, Flimann, Czar, Leforte, Marieta)
- N. 2 - Cavatina di Wambett Fate largo al Borgomastro
- N. 3 - Terzetto fra Flimann, Czar e Wambett Come ha fisso in me lo sguardo
- N. 4 - Finale I Versiamo il liquor - Dèi saper ch'io vado in traccia (Coro, Wambett, Czar, Flimann, Leforte, Marietta, Carlotta, Uffiziale)

### Atto II
- N. 5 - Duetto fra Czar e Wambett Tu mi deridi, oh sciocco?
- N. 6 - Duetto fra Flimann e Marietta Allor che tutto tace
- N. 7 - Aria di Czar Va, e la nave, in un baleno (Czar, Coro)
- N. 8 - Finale II Brilli pure in sì bel giorno (Marietta, Flimann, Czar, Wambett, Leforte, Alì, Carlotta, Coro)

## Discografia
| Anno | Cast (Vambett, Lo Zar, Pietro, Marietta)                                   | Direttore              | Etichetta |
| ---- | -------------------------------------------------------------------------- | ---------------------- | --------- |
| 1973 | Renato Capecchi, Peter van der Berg, Philip Langridge, Ans Philippo        | Jan Schaap             | CEDAR     |
| 2017 | Andrea Concetti, Giorgio Caoduro, Juan Francisco Gatell, Irina Dubrovskaya | Roberto Rizzi Brignoli | Dynamic   |